# Simpasai (Lambu)
Simpasai is een bestuurslaag in het regentschap Bima van de provincie West-Nusa Tenggara, Indonesië. Simpasai telt 4654 inwoners (volkstelling 2010).